# Morten Gamst Pedersen
Morten Gamst Pedersen, född 8 september 1981 i Vadsø, är en norsk-samisk fotbollsspelare som har spelat för bland annat Blackburn Rovers och Tromsø, samt för Norges landslag.
Han inledde proffskarriären 2000 i Tromsø IL. 2004 såldes han till Blackburn för 1,5 miljoner pund. Det visade sig att även klubbarna Manchester United, Aston Villa, Newcastle och Tottenham var intresserade av Gamst Pedersen. Det var meningen att han i Blackburn skulle fylla tomrummet efter Damien Duff som gick till Chelsea i juli 2003.
Gamst Pedersens Premier League-debut skedde den 28 augusti 2004 mot Manchester United, i en match som slutade 1–1. Det första Premier League-målet gjorde han den 15 januari 2005 mot Portsmouth. Blackburn vann med 1–0.
Den 30 augusti 2013 blev han klar för turkiska Karabükspor. Den 8 mars 2014 skrev han på ett treårskontrakt med Rosenborg.
I december 2016 förlängde Gamst Pedersen sitt kontrakt i Tromsø med ett år. Inför säsongen 2018 förlängde han med ytterligare två år.

## Övrigt
Gamst Pedersen har spelat in en singel tillsammans med sitt pojkband The Players för välgörenhetsprojektet Soccer against crime.